# Brookfield (Wisconsin)
Pour les articles homonymes, voir Brookfield.
Brookfield est une ville du comté de Waukesha, au Wisconsin (États-Unis). D'après le recensement des États-Unis de 2010, elle compte 37 920 habitants.
D'après le bureau du recensement des États-Unis, la ville couvre une superficie de 27,59 milles carrés (71,46 km2), dont 27,09 milles carrés (70,16 km2) de terre et 0,50 milles carrés (1,29 km2) d'eau.

## Histoire
Située à l'ouest de Milwaukee, Brookfield est située sur un territoire occupé originellement par les Potéouatamis. 
Les premiers colons blancs s'installent vers 1836. La ville est incorporée en 1954.